# 田神玉
田神玉（8世纪？—776年），唐朝冀州南宫县（今河北省南宫市）人，田神功之弟。
田神玉开始担任曹州刺史。田神功去世后，大历九年（774年）二月二十日，唐代宗任命田神玉权汴宋留后。大历十年（775年）正月，田神玉加检校兵部郎中、兼御史中丞，为汴州刺史，知汴州节度观察留后事并河阳、泽潞等兵马，唐代宗于是调集河东节度使薛兼训、成德军节度使李宝臣、幽州节度留后朱滔、昭义节度李承昭、淄青节度李正己、淮西节度李忠臣、永平军节度使李勉、汴宋节度田神玉等，掎角进军。田神玉兵临淇门，会同李承昭讨伐魏博田承嗣，诸军在清水击败田承嗣部将卢子期。大历十一年（776年）五月，汴宋留后田神玉去世，都虞候李灵曜杀死兵马使、濮州刺史孟鉴，向北勾结田承嗣作为后援。唐代宗加滑州刺史李勉为汴州刺史、汴宋节度使。李勉与李忠臣、马燧合讨李灵曜。